# Amarrage (moléculaire)
Pour les articles homonymes, voir Amarrage.

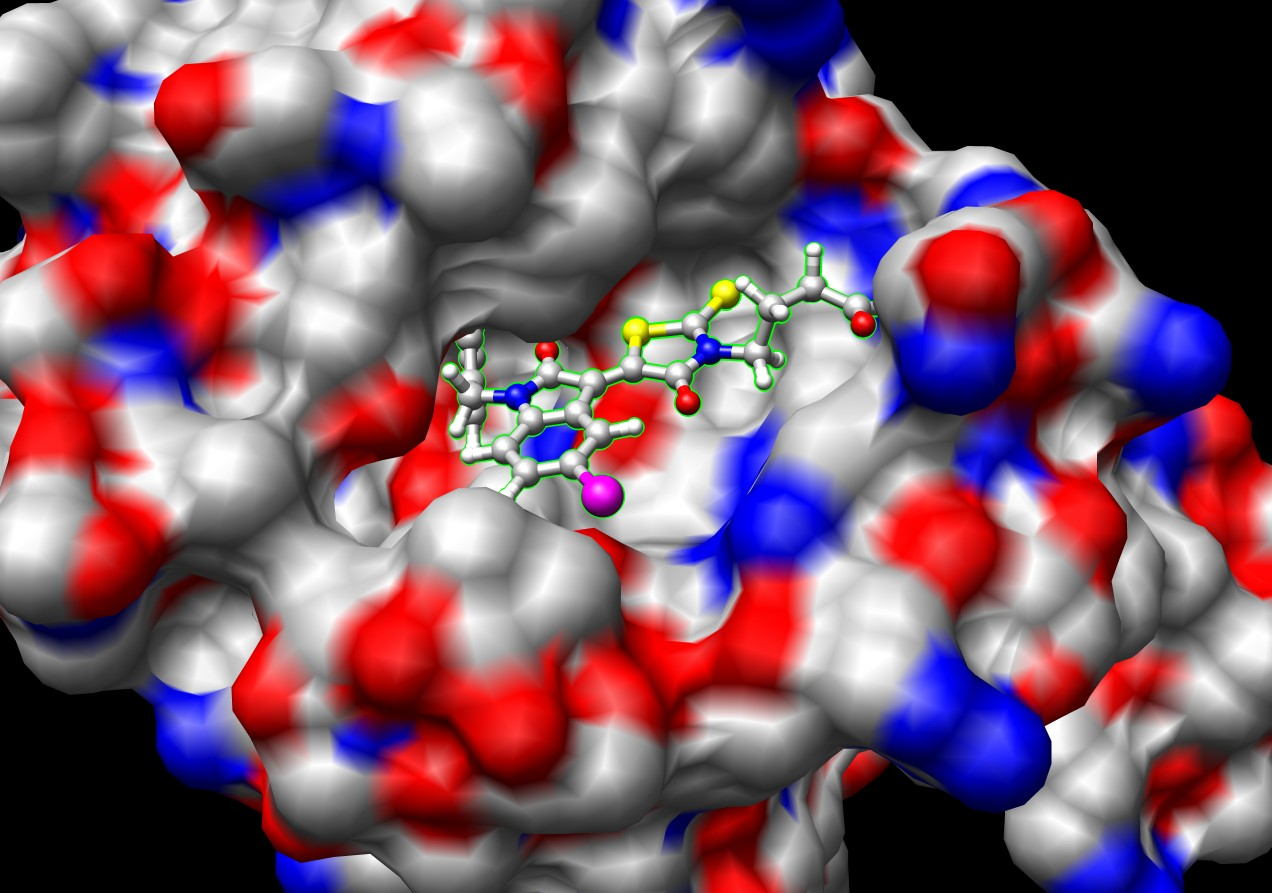
Petite molécule amarrée à une protéine.

Dans le domaine de la modélisation moléculaire, l’amarrage (en anglais docking) est une méthode qui calcule l'orientation préférée d'une molécule vers une seconde lorsqu'elles sont liées pour former un complexe stable. Connaître l'orientation préférée sert à prévoir la solidité de l'union entre deux molécules.
Les associations entre des molécules d'importance biologique, telles que les protéines, les acides nucléiques, les glucides et les matières grasses jouent un rôle essentiel dans la transduction de signal. D'ailleurs, l'orientation relative des deux molécules associées peuvent avoir un effet sur le genre de signal produit (ex. antagoniste ou agoniste). Des études d'amarrage sont donc utiles pour calculer la force et le genre de signal produit.
Dans la mise au point de nouveaux médicaments, l'amarrage sert souvent à déterminer l'orientation de petites molécules liées à leurs protéines ciblées afin de calculer leurs affinité et niveau d'activité. Ainsi, l'amarrage joue un rôle important dans la conception de nouveaux médicaments. En raison de sa valeur biologique et pharmaceutique, on s'est efforcé d'améliorer les méthodes qui calculent l'amarrage moléculaire.

## Visualisation
On peut considérer l'amarrage comme une situation de serrure et clef où on s'intéresse à trouver la bonne orientation relative de la clef (le liant) qui active la serrure (la protéine). Néanmoins, si le liant et la protéine sont tous les deux flexibles, il est plus adapté de comparer cette situation à celle où une main rentre dans un gant. Au cours du mécanisme, le liant et la protéine s'ajustent pour améliorer leur serrage.